# Bertha Ringvall
Olivia Augusta (Bertha) Ringvall, född Wallin 1861, död 1942, var en svensk operettsångerska. 

## Biografi
Bertha Ringvall var främst engagerad vid Albert Ranfts teatrar. 
Det sades om hennes roller att:
"hon tilldelades uppgifter som framför allt fordrade en dekorativ värdighet, exempelvis Venus i "Orfeus i underjorden" och Josephine Beauharnais i "Hertiginnan av Danzig".
Bertha Ringvall var gift 1883 med Axel Ringvall.